# Izquierda Cristiana de Chile
Izquierda Cristiana de Chile (IC) es un partido político chileno, sin registro legal vigente pero con vida orgánica, inspirado en la Filosofía de la Liberación. Fue fundado el 24 de octubre de 1971, fecha de realización de su Asamblea Constituyente. También integró la Unidad Popular durante el gobierno de Salvador Allende. En 1973 perdió su inscripción, a consecuencia de la instauración de la dictadura militar.
El 3 de octubre de 2007 inició su proceso de legalización, que concluyó favorablemente el 25 de junio de 2008, cuando el Servicio Electoral resolvió inscribirlo nuevamente como un partido político legal. En 2012, el partido se reunió con otros movimientos políticos para conformar Izquierda Ciudadana, la cual formó parte de la coalición Nueva Mayoría, trayendo como consecuencia su cambio de denominación. Finalmente, el partido Izquierda Ciudadana fue disuelto en 2018.
Pese a no existir legalmente tras la fusión en la Izquierda Ciudadana, militantes se reagruparon para mantener al partido vigente. En 2020, Izquierda Cristiana integró la extinta coalición Chile Digno.

## Historia

### Orígenes (1971-1973)
Nace cuando el sector "tercerista" del Partido Demócrata Cristiano reacciona ante el avance de las posiciones de derecha en la colectividad, que orientan al partido a la confrontación contra el gobierno de Salvador Allende, pese a las similitudes con el programa de gobierno de su propio candidato perdedor, Radomiro Tomic.
El 31 de julio de 1971 el exdiputado y líder del sector "Tercerista", Bosco Parra, renuncia a su militancia: "He llegado al convencimiento de que las posiciones cristianas de Izquierda no tienen perspectivas reales dentro del partido". Junto a él renuncian otros 6 diputados: Fernando Buzeta, Jaime Concha, Alberto Jaramillo, Luis Maira, Pedro Urra y Pedro Videla. También renuncian ese día Osvaldo Giannini, Pedro Felipe Ramírez, el presidente de la Juventud Demócrata Cristiana Luis Badilla, Juan Enrique Miquel y Eugenio Díaz.
En el transcurso de los días se sumaran a la iniciativa de un partido de "Izquierda Cristiana" exmilitantes del MAPU: Rafael Agustín Gumucio, el diputado Julio Silva Solar, el senador Alberto Jerez y Jacques Chonchol, contrarios a la adopción del marxismo-leninismo como definición ideológica aprobada por el MAPU en su Primer Congreso en 1970.
En su Asamblea Constituyente, el 24 de octubre de 1971, la IC se definía como "un destacamento revolucionario de inspiración cristiana y humanista", que se proponía contribuir a la construcción del socialismo, fuertemente influenciados por la teología de la liberación y el movimiento Cristianos por el Socialismo. El partido se integró a la Unidad Popular el 1 de diciembre de 1971 y fue legalizado por la Dirección del Registro Electoral el 6 de julio de 1972.

### Historia en la UP y en la dictadura (1973-1988)
Se asocia a la Unidad Popular. En las elecciones parlamentarias de marzo de 1973 logró obtener un diputado, Luis Maira, por Santiago. Luego del golpe de Estado del 11 de septiembre de 1973, al igual que otros integrantes de la Unidad Popular, sus militantes fueron perseguidos, asilados y exiliados, algunos encarcelados y torturados, otros desaparecidos y ejecutados. Durante la clandestinidad desarrollan su primer Congreso Nacional, que concluye a mediados de 1978 en donde ratifican la línea fundadora de la Asamblea Constituyente y llaman a la lucha contra la dictadura.
Durante los años 1980 la IC desarrolla una fuerte presencia en el movimiento estudiantil secundario y universitario, siendo uno de los participantes, junto a radicales, socialistas y comunistas, en la reconstitución de la Federación de Estudiantes Secundarios de Santiago (FESES) en 1986 y la lucha contra la municipalización de la educación pública. Otro frente de desarrollo de la IC fueron las comunidades cristianas de base y las organizaciones de pobladores.
Luego de la disolución de la Unidad Popular, formó parte del Bloque Socialista en 1983 y la Izquierda Unida en 1987.

### Retorno a la democracia (1988-1993)
Para el plebiscito de 1988 formaron parte de la Concertación de Partidos por el No. En las elecciones presidenciales de 1989 apoyaron al candidato demócrata cristiano Patricio Aylwin y siguieron participando de la Concertación. En las elecciones parlamentarias de 1989 la IC consiguió dos escaños en la lista del pacto Concertación. También presentó candidatos por el partido PAIS, partido instrumental de la Izquierda Unida, en que participaban colectividades que no integraban la Concertación (Partido Comunista y MIR político). Su líder era el presidente en ese entonces de la IC, Luis Maira Aguirre.
En el "Congreso de la Unidad Salvador Allende" del 25 de noviembre de 1990 del Partido Socialista (PS) un grupo de dirigentes de la Izquierda Cristiana se incorporan oficialmente a dicho partido, entre ellos su presidente Luis Maira y los dos diputados de la IC electos en 1989 (Jaime Naranjo y Sergio Aguiló), con lo que dejan a la IC sin representación en el parlamento.
Un grupo partidario se niega a la fusión con el PS y mantiene en pie a la Izquierda Cristiana, que queda presidida por Roberto Celedón. La IC mantuvo su apoyo político al presidente Patricio Aylwin y su participación en la Concertación de Partidos por la Democracia.

### Continuidad histórica de la IC (1993-2002)
Al término del mandato de Aylwin abandona el conglomerado, por el incumplimiento de su programa y haber derivado en prácticas políticas contrarias a la ética política de la IC. En marzo de 1993, se realiza una asamblea nacional en la que un grupo liderado por Claudio Mardones de Valparaíso, se retira del partido junto a otras comunas de la región, al ser derrotada su postura de apoyo al candidato presidencial de la Concertación Eduardo Frei Ruiz-Tagle. La mayoría decide apoyar al candidato alternativo, Manfred Max Neef, quien alcanzó el 5,55 % de los votos en la elección presidencial de 1993. 
En dicho periodo se renueva la directiva, quedando Carlos Donoso como coordinador nacional. La directiva era integrada por Patricio Vejar Mercado, Guillermo Garrido Parra, Nelson Caucoto Pereira, Oscar Vega, Adio Velazquez y Valeria Garbarini.
En la elección presidencial de 1999, la Izquierda Cristiana no respaldó candidato presidencial alguno, pero en la segunda vuelta manifestó su apoyo a Ricardo Lagos Escobar.

### Participación en el Juntos Podemos Más (2003-2006)
En el año 2003 participan en la fundación del pacto Juntos Podemos Más, que agrupó la mayoría de los partidos de la izquierda extraparlamentaria chilena.
En el año 2005 presentan como precandidato presidencial al abogado Manuel Jacques, pero cedió su precandidatura en favor del precandidato del Partido Humanista, Tomás Hirsch, a quien apoyaron en las elecciones presidenciales. En esas elecciones Hirsch obtuvo un 5,40 % de los votos.
La Izquierda Cristiana y el Partido Comunista, deciden proponer cinco puntos a la candidata de la Concertación, Michelle Bachellet, para apoyarla en la segunda vuelta. Reciben como respuesta que dichos puntos están incorporados en el Programa de la Concertación. 
En junio del 2006 la IC dio inicio a su Segundo Congreso Nacional, el cual culminó el 8 y 9 de diciembre de 2006. Dicho Congreso ratificó los fundamentos ideológicos fundacionales y los complementó con nuevas corrientes liberacionistas, como el ecologismo. Además resolvió la inscripción legal del partido y convocó a refundar Chile en vísperas de su bicentenario, para dotar al país de una nueva Constitución, un nuevo modelo económico y de desarrollo y una nueva forma de participación social y política. El Congreso también ratificó la participación activa en el Juntos Podemos Más y en el Parlamento Social y Político.
La Comisión Política del partido que fue elegida entonces quedó encabezada por Manuel Jacques Parraguez como presidente y por Bernarda Pérez Carrillo, como secretaria general, y compuesta por Carlos Donoso Pacheco, Víctor Osorio Reyes, Ivan Cabezas Meléndez, José Ortega Miranda, Ana María Vera, Luís Alorda, Gonzalo Layseca Astudillo, Patricio Vejar Mercado y Óscar Vega.

### Reinscripción y nacimiento de la Izquierda Ciudadana (2007-2012)
El 4 de octubre de 2007 se inicia el proceso de reinscripción como partido político ante el registro electoral chileno, ocasión en que se presentó la escritura pública que indica la intención de organizarse como partido político, acompañada de una nómina de más de 180 firmas, en circunstancias que la ley exige 150.
El 25 de junio de 2008 el Registro Electoral aceptó la constitución legal de la Izquierda Cristiana en las regiones de Arica y Parinacota, de Tarapacá y de Antofagasta, permitiéndole participar como partido legal en las elecciones municipales del 26 de octubre de 2008, dentro del pacto Juntos Podemos Más, con una nómina de casi un centenar de candidatos a alcaldes y concejales.
En la elección presidencial de 2009, la Izquierda Cristiana respaldó al candidato presidencial del Juntos Podemos, Jorge Arrate. 
En enero del año 2010 el partido ha sido disuelto por parte del Servicio Electoral, ya que, no alcanzó el 5 % de la votación en 3 regiones continuas o en 8 discontinuas o eligió 5 diputados.

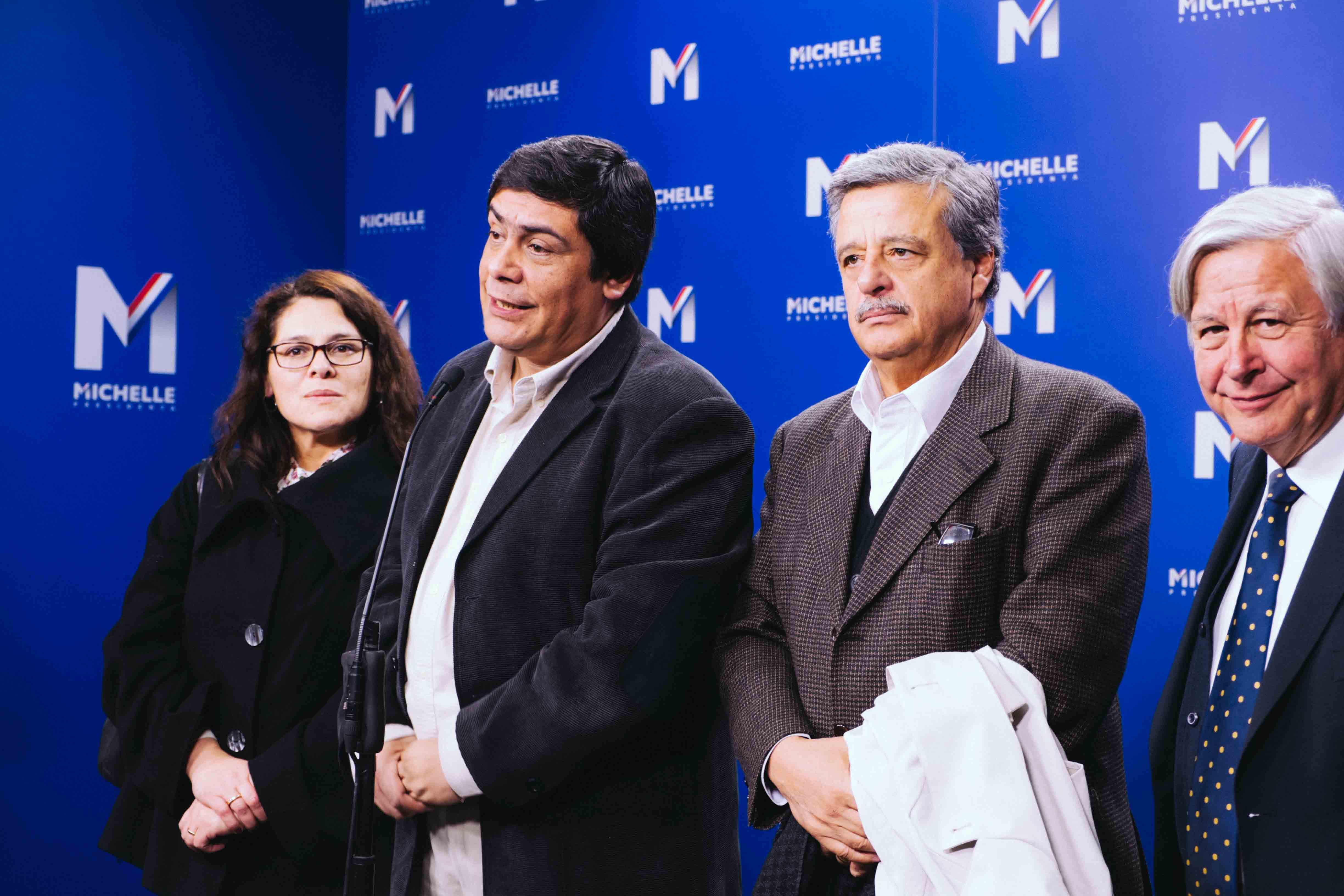
Directiva de la Izquierda Ciudadana en 2013, presidida por Víctor Osorio Reyes.

Durante el año 2010, la Izquierda Cristiana llevó a cabo el Tercer Congreso Raúl Reyes Suzarte, donde se tomaron importantes determinaciones y se eligió a la nueva comisión política del partido, que quedó conformada por Víctor Osorio Reyes como presidente, Darío Salas como secretario general, Bernarda Pérez como primera vicepresidente e Iván Cabezas como segundo vicepresidente. La comisión política quedó compuesta también por Pedro Felipe Ramírez, Sandra Beltrami, Ricardo Díaz, Nelson Fuentes, Italo Arza, José Hidalgo y Matías Valenzuela.
Para las elecciones municipales de 2012 participó en el pacto de concejales Por un Chile justo que reunió al Partido Radical Socialdemócrata, Partido por la Democracia y el Partido Comunista. Para estos comicios conformó un referente junto a otros pequeños movimientos de izquierda llamado Izquierda Ciudadana, presentando a Mauro Tamayo Rozas, exdirigente estudiantil de la Universidad de Chile, como candidato a alcalde por Cerro Navia con el apoyo de toda la oposición. El cambio de nombre a Izquierda Cristiana se oficializó el 30 de abril de 2013.
En vísperas de la elección presidencial de 2013, la Izquierda Ciudadana integró el pacto opositor Nueva Mayoría y apoyó la candidatura presidencial de Michelle Bachelet, formalizando su existencia con el cambio el nombre legal de la Izquierda Cristiana ante el SERVEL.

### Continuidad fuera de la Nueva Mayoría (2013-)
Los grupos de la IC que no se sumaron a la Izquierda Ciudadana siguieron con el movimiento fuera de la Nueva Mayoría. En 2013 se integraron al pacto Todos a La Moneda y a la candidatura de Marcel Claude, mientras que en 2017 le entregaron su respaldo al precandidato presidencial Alberto Mayol, que compitió en las primarias del Frente Amplio. Luego de que Mayol fuese derrotado por Beatriz Sánchez, la Izquierda Cristiana formó junto al Movimiento del Socialismo Allendista, Ukamau y la Izquierda Anticapitalista Revolucionaria el «Movimiento Democrático Popular», liderado por el mismo Mayol, el que se integró a la mesa del FA y posteriormente se retiró de dicha colectividad en el contexto del estallido social.
De cara al plebiscito constitucional del 2020 la IC forma parte del comando «Apruebo Chile Digno» junto al Partido Comunista, Progresista, FREVS, Izquierda Libertaria, Acción Humanista, Socialistas Allendistas, entre otros. Este comando tuvo como objetivo apoyar la opción "Apruebo" y "Convención Constitucional" en la papeleta del plebiscito. Luego este comando se transformaría en Chile Digno, Verde y Soberano, pacto sucesor de «Apruebo Chile Digno», creado de cara a las elecciones de convencionales constituyentes, gobernadores regionales y municipales.
El 21 de junio, el partido anunció que la Juventud Izquierda Cristiana es formalmente parte de la IUSY, gracias al apoyo de la Juventud Socialista, Juventud PPD y Juventud PT. En las primarias presidenciales de Apruebo Dignidad, la Izquierda Cristiana anunció su apoyo al candidato del Partido Comunista, Daniel Jadue, quien finalmente resultó vencido por el diputado frenteamplista de Convergencia Social, Gabriel Boric. Ante el resultado, la colectividad anunció que respaldará en las elecciones presidenciales de noviembre al diputado magallánico.

## Autoridades

### Senadores
| Nombre                 | Provincia                          | Agrupación Provincial    | Período                                                             |
| ---------------------- | ---------------------------------- | ------------------------ | ------------------------------------------------------------------- |
| Rafael Agustín Gumucio | Santiago                           | 4° Agrupación Provincial | 1971-1973 (electo por el PDC en 1969, militó en el MAPU hasta 1971) |
| Alberto Jerez Horta    | Concepción, Bíobío, Ñuble y Arauco | 7° Agrupación Provincial | 1971-1973 (electo por el PDC en 1969, militó en el MAPU hasta 1971) |
| Alberto Jerez Horta    | Concepción, Bíobío, Ñuble y Arauco | 7° Agrupación Provincial | 1973                                                                |

### Diputados

#### Período 1971-1973
| Nombre                    | Provincia  | Agrupación Departamental        | Período                                                             |
| ------------------------- | ---------- | ------------------------------- | ------------------------------------------------------------------- |
| Osvaldo Giannini Íñiguez  | Valparaíso | 6° Agrupación Departamental     | 1971-1973 (electo por el PDC en 1969)                               |
| Luis Maira Aguirre        | Santiago   | 7° I Agrupación Departamental   | 1971-1973 (electo por el PDC en 1969)                               |
| Luis Maira Aguirre        | Santiago   | 7° I Agrupación Departamental   | 1973                                                                |
| Fernando Buzeta González  | Santiago   | 7° II Agrupación Departamental  | 1971-1973 (electo por el PDC en 1969)                               |
| Julio Silva Solar         | Santiago   | 7° III Agrupación Departamental | 1971-1973 (electo por el PDC en 1969, militó en el MAPU hasta 1971) |
| Pedro Videla Riquelme     | Santiago   | 8° Agrupación Departamental     | 1971-1973 (electo por el PDC en 1969)                               |
| Jaime Concha Barañao      | Linares    | 14° Agrupación Departamental    | 1971-1973 (electo por el PDC en 1969)                               |
| Alberto Jaramillo Bórquez | Ñuble      | 16° Agrupación Departamental    | 1971-1973 (electo por el PDC en 1969)                               |
| Pedro Urra Veloso         | Cautín     | 21° Agrupación Departamental    | 1971-1973 (electo por el PDC en 1969)                               |
| Pedro Felipe Ramírez      | Llanquihue | 24° Agrupación Departamental    | 1971-1973 (electo por el PDC en 1969)                               |

#### Período 1990-1994
| Nombre        | Región | Distrito      | Período                 |
| ------------- | ------ | ------------- | ----------------------- |
| Sergio Aguiló | Maule  | Distrito N°37 | 1990 (se integra al PS) |
| Jaime Naranjo | Maule  | Distrito N°39 | 1990 (se integra al PS) |

### Concejales
| Nombre               | Comuna | Período   |
| -------------------- | ------ | --------- |
| Carlos Ramírez Palma | Talca  | 2008-2012 |

## Resultados electorales

### Elecciones parlamentarias
|  | 1,15 % |

|  | 0,95 % |

|  | 0,25 % |

|  | 0,30 % |

|  | 0,51 % |

## Presidentes
- Bosco Parra Alderete (1971-1973, como secretario general).
- Eugenio Díaz (1973-1981, como primer secretario).
- Sergio Aguiló (1981, como coordinador).
- Pedro Felipe Ramírez (1981-1984, como coordinador).
- Luis Maira Aguirre (1984-1990, como coordinador y secretario general).
- Roberto Celedón Fernández (1991-1993).
- Carlos Donoso Pacheco (1993-2006, también coordinador).
- Manuel Jacques Parraguez (2006-2010).
- Víctor Osorio Reyes (2010-2012).